# Kyary Pamyu Pamyu
Kyary Pamyu Pamyu (きゃりーぱみゅぱみゅ, Kyarī Pamyu Pamyu), de son vrai nom Kiriko Takemura (桐子 竹村), née le 29 janvier 1993, est une chanteuse, mannequin et blogueuse japonaise liée à l'esthétique kawaii et au quartier Harajuku de Tokyo.
Une des chansons populaires de Kyary, Pon Pon Pon (2011), a atteint le top dix au Japon et lui a permis de se faire connaître internationalement. Elle a depuis sorti trois albums studio, Pamyu Pamyu Revolution en mai 2012, Nanda Collection en juin 2013 (qui ont connu un succès international) et Pika Pika Fantasian en juillet 2014. Bien que la plupart de ses succès en tant qu'artiste d'enregistrement se soient propagés en Asie, elle a également gagné en popularité dans les pays occidentaux, due en partie à des clips vidéos publiés sur Internet. Les médias ont fait référence à Kyary comme la J-Pop Princess ou encore Harajuku Pop Princess. En 2013, Kyary a signé un contrat avec le label Sire Records pour faire des affaires aux États-Unis.
Kyary Pamyu Pamyu est parmi les rares artistes asiatiques à avoir reçu une attention considérable en Occident. Kyary a donné des interviews à travers l'Europe et est même apparue dans un numéro de l'émission française Le Petit Journal. Elle a été photographiée pour des magazines de mode tels que Dazed & Confused, magazine anglais ou encore ELLE, en France.

## Biographie

### Les débuts
Kyary a commencé comme blogueuse de mode. Le nom Kyary est un surnom venant de ses camarades de classe au lycée, ce surnom est une épellation alternative du nom Carrie.
En effet, dans une interview avec MTV, elle a dit: «Quand j'étais au lycée, je portais une perruque blonde, juste pour la mode et l'une de mes amies a commencé à m'appeler Kyary, juste pour le plaisir, en disant que j'étais comme une fille étrangère. Quand j'ai commencé mon blog, je sentais que Kyary était un nom un peu trop court, il manquait quelque chose, alors j'ai ajouté "Pamyu Pamyu" parce que ça donnait un ton un peu mignon (kawaii), c'est pourquoi mon nom est "Kyary Pamyu Pamyu"».
Elle a déclaré que plus elle grandissait, moins ses parents approuvaient ses choix vestimentaires.

### Carrière
Kyary commence réellement sa carrière de modèle pour des magazines de mode de Harajuku comme Kera! et Zipper. Après s'être fait un peu connaître, elle tente de devenir femme d'affaires en lançant une ligne de cosmétique, des faux-cils appelés «Harajuku Doll Eyelashes by Eyemazing x Kyary» , et en participant à des défilés de mode.
En 2010, elle commence sa carrière musicale en publiant deux singles au format numérique (vendus seulement sur le net) qui sont Miracle Orange et Loveberry.
En avril 2011, elle anime, en collaboration avec Yasumasa Yonehara, la levée de fonds One Snap For Love organisée par la marque japonaise 6%DOKIDOKI en faveur des victimes du Séisme de 2011 de la côte Pacifique du Tōhoku.
En juillet-août 2011 elle publie deux autres singles au format numérique : Pon Pon Pon et Jelly.
Le clip Pon Pon Pon, imprégné de la culture kawaii est diffusé sur Youtube, où il attire l'attention du public les trois années suivantes (plus de 80 millions de vues)(marketing viral),,,. Le single est produit par Yasutaka Nakata, et fait partie du mini album Moshi Moshi Harajuku, sorti le 21 août 2011. PONPONPON est diffusé commercialement pour la première fois le 20 juillet 2011 et se place rapidement dans les premières places des charts iTunes de Finlande et Belgique. Le 31 juillet 2011, la chanson fait son entrée dans le Billboard Japan's Hot 100s chart à la 72e place.
Le single Jelly, qui est une reprise du groupe Capsule, est diffusé internationalement sur iTunes le 3 août 2011. Une semaine après la publication de son mini album, Kyary a publié son autobiographie intitulée Oh! My! God! Harajuku Girl.
En 2012, Kyary publie son premier album studio, intitulé Pamyu Pamyu Revolution dans lequel on retrouve les chansons Tsukema Tsukeru ou encore Candy Candy, .

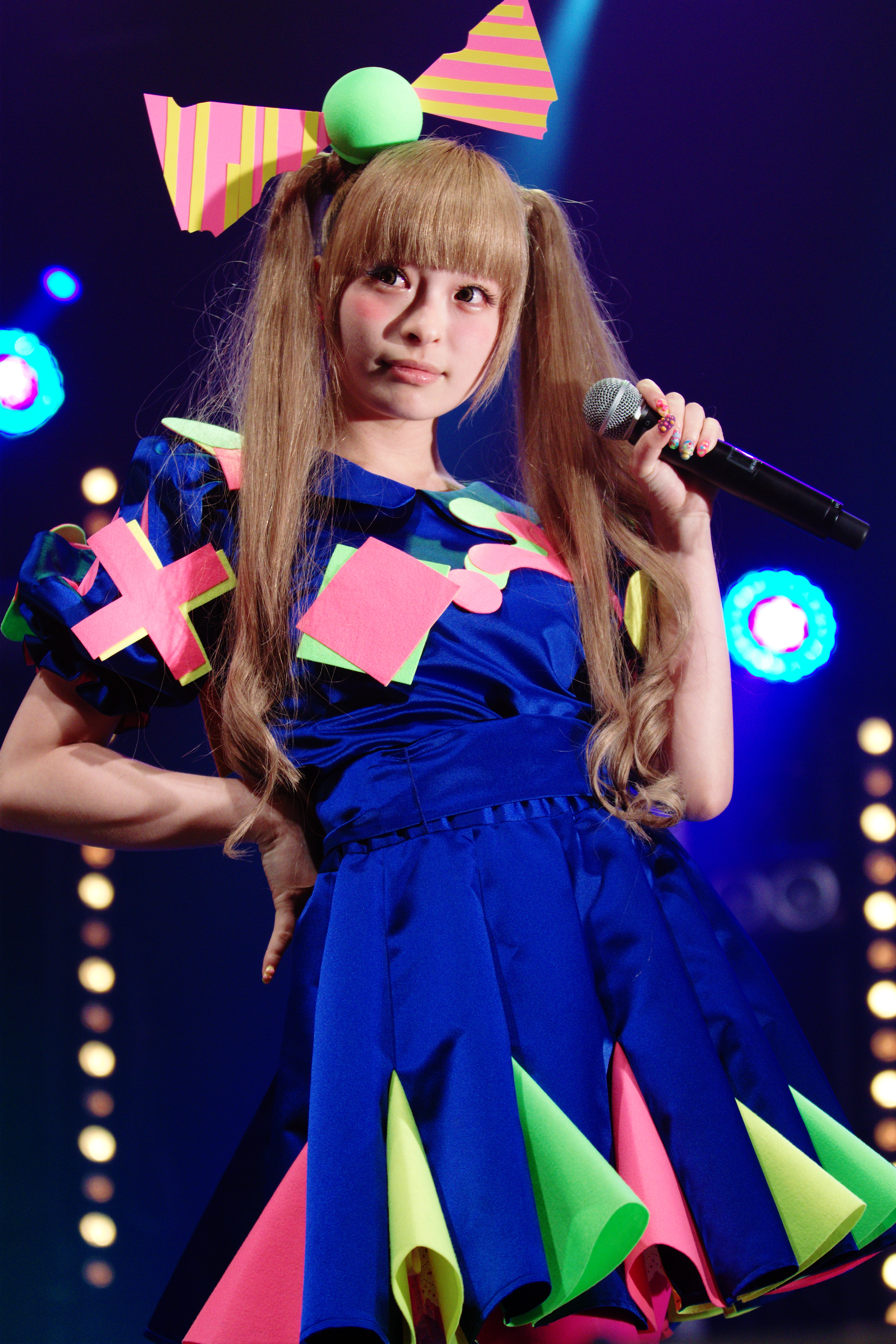
Kyary à Japan Expo de Villepinte, en France, en 2012.

En 2013, Kyary Pamyu Pamyu continue à sortir des singles comme Ninja Re Bang Bang et Invader Invader qui préfigurent son nouvel album.
En juin 2013, elle sort son deuxième album Nanda Collection qui devient premier dans les classements hebdomadaires de l'Oricon Weekly Chart.
En parallèle, elle effectue sa première tournée internationale intitulée "100%KPP World Tour" du 9 février au 30 mai 2013. Elle visitera 8 pays dont la Belgique, la France et le Royaume-Uni en Europe.
Bien avant la publication de son second album, en avril 2013, elle signe un contrat de distribution américaine avec Sire Records pour sortir ses productions aux États-Unis.
À partir de novembre 2013, elle anime une émission intitulée Nanda Colle TV ( なんだこれTV) où les invités, souvent issus du milieu artistique et musical japonais, débattent sur des thèmes généraux comme la liberté.
L'année 2014 commence pour Kyary Pamyu Pamyu avec sa tournée mondiale KPP Nanda Collection World Tour 2014 qui débute à Seattle, le 13 février. Le 26 février, elle sort son huitième single Yume no Hajima-Ring Ring, qui se classe 11e au Top Oricon.
Kyary poursuit sa tournée tout au long du mois de mars en se produisant aux États-Unis à Chicago et à New York, puis au Canada, dans la ville de Toronto, avant de rendre visite à l'Australie (concert à Sydney).
Le mois d'avril est marqué notamment par la sortie de son neuvième single, le 16 avril, intitulé Family Party qui atteint la 2e place des classements hebdomadaires des ventes de l'Oricon et se vent à 15 762 exemplaires durant la première semaine. C'est le single de KPP qui s'est le mieux classé à l'Oricon. Cette chanson a également été choisie pour la bande originale du film Crayon Shin-chan: Gachinko! Gyakushū no Roboto-chan.
Le 25 avril, Kyary fait son retour en France pour un concert au Bataclan à Paris, dans le cadre de sa tournée KPP Nanda Collection World Tour 2014,. Ce concert parisien constitue la première date européenne, puisque Kyary Pamyu Pamyu chantera ensuite à Cologne le 27 avril et à Londres le 29.
Kyary enchaîne les annonces des sorties de ses disques en mai, notamment pour son dixième single Kira Kira Killer, prévu pour sortir en juin 2014. Lors de son concert au Zepp Tokyo le 18 mai, elle annonce avec deux mois d'avance la sortie de son troisième album prévu pour sortir le 9 juillet 2014 qui s'intitule alors Pika Pika Fantajin (ou Pikapika Fantasian) qui porte cependant sur le thème de la fantasie et qui comprendra les quatre singles sortis auparavant, de Mottai Night Land à Kira Kira Killer,,.
En septembre 2014, Kyary prévoit d'enregistrer deux nouvelles chansons, My Room et KISEKAE, pour des spot publicitaires pour CHINTAI et la New Nintendo 3DS. Le 21 novembre, Kyary élargit sa tournée la Nanda Collection World Tour en Thaïlande. Les chansons publicitaires My Room et KISEKAE sont incluses dans son 10e single Mondai Girl, publié le 18 mars 2015. La chanson-titre du single est utilisée comme chanson-thème pour le drama Mondai no Aru Restaurant (問題のあるレストラン, « Un restaurant avec de nombreux problèmes ») diffusé sur Fuji TV
Dès juin 2015, Kyary enregistre trois nouvelles chansons, No No No, Oshiete Dance Floor, et Kimama, le premier en première en mai, tandis que les deux autres le mois suivant . La première chanson en face B No No No est utilisée dans un spot publicitaire de la marque "Ice no Mi" de la firme Ezaki Glico, tandis que La deuxième chanson face B Oshiete Dance Floor est servie comme chanson-thème dans un spot publicitaire pour la marque AQUOS 4K de Sharp. La troisième chanson face B Kimama est quant à elle utilisée dans un autre spot publicitaire pour le Tobidase Dōbutsu no Mori (Animal Crossing: New Leaf) de la Nintendo 3DS. Les chansons, sont inclus dans son 11e single Crazy Party Night ~Pumpkin no Gyakushū~, qui sera publié le 2 septembre 2015. Le morceau-titre servira comme chanson-thème pour sa tournée nationale à venir, Crazy Night Party 2015.

Kyary Pamyu Pamyu 5th Anniversary logo

 Un premier album best-of KPP BEST est annoncé en janvier 2016 pour sortir en mai suivant à l'occasion des 5 ans de Kyary dans l'industrie du divertissement.

## Environnement artistique

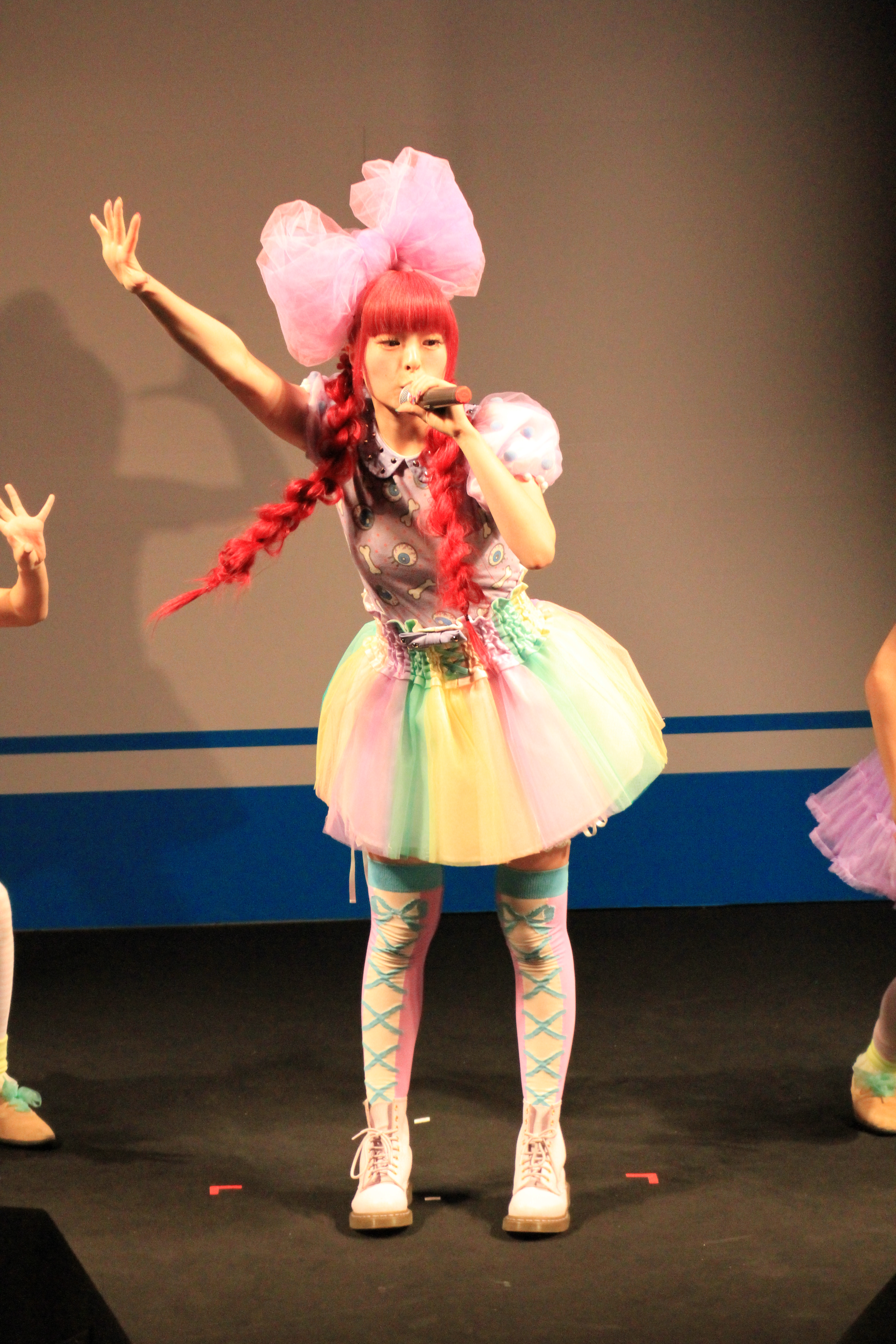
Kyary au Challenge Tour à Okinawa (mars 2012)

### Image publique
Kyary est souvent remarquée pour son style kawaii (mot japonais signifiant « mignon ») faisant penser aux personnages de mangas.
Elle a été remarquée par les médias pour son sens de la mode. À la suite de son concert de Londres, un communiqué de presse a déclaré : « Kyary n'est pas censée être douée pour la musique. C'est plus une question d'image, son sens créatif de la mode est l'un des principaux piliers de sa carrière, et pas seulement la musique ».
Quand on la compare aux chanteuses américaines, elle cite Gwen Stefani, Katy Perry et même Lady Gaga comme ses inspirations dans la musique et la mode.
Cependant, son sens de la mode a également été critiqué. Lors d'une interview dans l'émission Music Station de TV Asahi, le ruban surdimensionné qu'elle portait sur la tête cachait les chanteurs du boys band japonais Kanjani8 assis derrière elle. Face à la colère des fans de Kanjani8, elle a répondu sur twitter qu'à l'avenir elle ferait plus attention à ce qu'elle porte sur les plateaux de télévision.
Elle est parfois considérée comme la « Lady Gaga du Japon ». Un journaliste se posant la question de cette ressemblance, conclut finalement que Kyary Pamyu Pamyu est plus enfantine comme « une réminiscence de Pee Wee dans un clip d'INXS. ».
Son succès international a également retenu l'attention.
Lors d'une interview, on lui a demandé si elle voulait faire carrière hors de l'Asie : « Au début, je ne pensais pas aux marchés mondiaux du tout, mais même en japonais, mes paroles n'ont pas vraiment de sens et ont une sorte de mystère, comme sur "Pon Pon Pon" et "Tsukema Tsukeru". Je peux sentir que ce que je fais en japonais est accrocheur pour un public mondial de toute façon ».
Forte du succès de son spectacle musical, Kyary Pamyu Pamyu a été nommée par la plupart de ses fans japonais "J-Pop Princess" ou "Harajuku Pop Princess".

### Style de musique

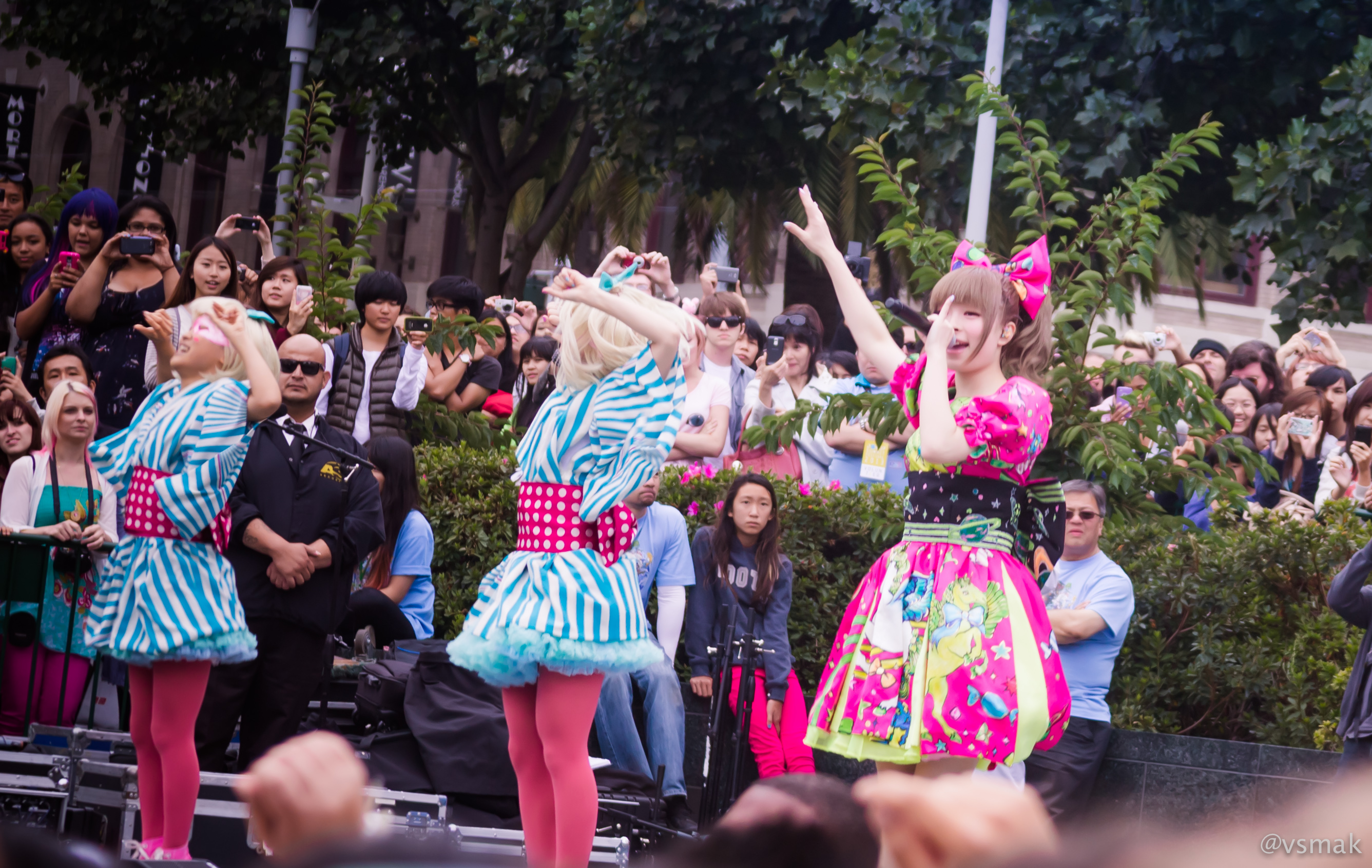
Kyary lors d'une performance avec ses danseuses, en 2013

Depuis ses débuts en 2011, la musique de Kyary est produite exclusivement par Yasutaka Nakata, le DJ du duo Capsule dont il fait partie. Il produit aussi le groupe féminin populaire Perfume et des chanteurs comme MEG, Ami Suzuki et SMAP. Son style musical est catégorisé sous technopop. Kyary utilise aussi la musique électronique très présente et connue aux États-Unis, le dubstep, comme dans son 6e single Invader Invader.
Pendant la révision de son concert à Londres, on a dit que « la voix de Kyary a un son beaucoup plus enfantin et brut que celle jugée "robotiques" de Perfume en live et pendant l'enregistrement des chansons [...]. Elle a travaillé dur pour jouer avec sa danse (elle fait des gestes mignons très compliquées mais bizarrement quand elle danse, c'était assez semblable à Perfume). Et ses expressions du visage pour chaque chanson étaient tout simplement parfaites ».
Lors d'une interview avec Kyary, elle a commenté au sujet de ses vidéos musicales : « J'aime les choses bizarres. Mon concept, ce sont des choses effrayantes qui deviennent traumatisantes par leur côté mignon. Il y a beaucoup de choses dans le monde qui sont "simplement mignonnes", alors j'y ajoute du bizarre, du choquant, de l'effrayant, comme des yeux ou un cerveau, pour contrebalancer l'aspect mignon. ».
L'une des vidéos musicales les plus populaires de Kyary, Pon Pon Pon, a reçu tellement d'attention que l'artiste américaine Katy Perry (l'une des grandes influences de Kyary) a mentionné la vidéo et qu'elle en était une grande fan.

## Informations personnelles
- Kyary parle très peu anglais et à ce jour, elle a un traducteur quand elle donne des interviews à l'étranger[33]. Consciente malgré tout de sa popularité croissante à l'étranger, elle a commencé un apprentissage sérieux de l'anglais.
- Son ex petit ami est Satoshi Fukase du groupe Sekai no Owari[34].
- Kyary a annoncé son mariage avec l'acteur Shono Hayama sur sa page Instagram le lundi 20 Mars 2023[35],
- Elle annonce attendre son premier enfant sur son compte Instagram le 23 avril 2024[36].

## Influences
Le personnage Sylvie Paula Paula du jeu vidéo The King of Fighters XIV est directement inspirée de Kyary Pamyu Pamyu, ainsi que Alice Hiiragi du jeu vidéo Persona 5 Strikers, en particulier de sa tenue du clip Pon Pon Pon.

## Discographie
- 2011 : Moshi Moshi Harajuku
- 2012 : Pamyu Pamyu Revolution
- 2013 : Nanda Collection
- 2014 : Pika Pika Fantajin
- 2016 : KPP Best
- 2018 : Japamyu
- 2021 : Candy Racer

## Tournée Mondiale
- 100%KPP World Tour (2013)
- Nanda Collection World Tour (2014)
- POPPP Kyary Pamyu Pamyu World Tour (2023)

## Récompenses et nominations
| Année | Association                            | Catégorie                                        | Nommé                  | Résultat   |
| ----- | -------------------------------------- | ------------------------------------------------ | ---------------------- | ---------- |
| 2011  | BEST STYLING AWARD 2011                | Artiste                                          | Kyary Pamyu Pamyu      | Lauréat    |
| 2012  | MUSIC JACKET AWARD 2012                | Grand Prix                                       | Moshi Moshi Harajuku   | Lauréat    |
| 2012  | SPACE SHOWER Music Video Awards 2012   | Special Award                                    | Kyary Pamyu Pamyu      | Lauréat    |
| 2012  | 45th Wired Japan Grand Prix            | Special Award                                    | Kyary Pamyu Pamyu      | Lauréat    |
| 2012  | 54th Japan Record Award                | Special Award                                    | Kyary Pamyu Pamyu      | Lauréat    |
| 2012  | VOGUE JAPAN Women of the Year 2012     | Stylist                                          | Kyary Pamyu Pamyu      | Lauréat    |
| 2012  | Best Dressed Award 2012                | International                                    | Kyary Pamyu Pamyu      |            |
| 2013  | Japanese CD Shop Association Awards    | The CD Shop Grand Prix                           | Pamyu Pamyu Revolution | 2e Place   |
| 2013  | Space Shower Music Video Awards        | Video de l'année                                 | Tsukema Tsukeru        |            |
| 2013  | Rekochoku Best March Month Music Award | Téléchargement numérique (Single)                | Ninja Re Bang Bang     |            |
| 2013  | Rekochoku Best March Month Music Award | Ring Song                                        | Ninja Re Bang Bang     |            |
| 2013  | MTV Video Music Awards Japan           | Meilleure Vidéo Pop                              | Fashion Monster        | Lauréat    |
| 2013  | MTV Video Music Awards Japan           | Meilleur chanson Karaoke                         | Fashion Monster        | Lauréat    |
| 2013  | Fuse TV,                               | Nouvelle et meilleure artiste pop internationale | Kyary Pamyu Pamyu      | Nomination |
| 2013  | 2013 MTV Europe Music Awards           | Best Japanese Act                                | Kyary Pamyu Pamyu      | Lauréat    |